# Verbascum euboicum
Verbascum euboicum är en flenörtsväxtart som beskrevs av Svante Samuel Murbeck och Rech. f.. Verbascum euboicum ingår i släktet kungsljus, och familjen flenörtsväxter. Inga underarter finns listade i Catalogue of Life.